# Comunità territoriale di Čabany
La Comunità territoriale di insediamento di Čabany (in ucraino Чабанівська селищна громада?) è una hromada ucraina, situata nel distretto di Fastiv e nell'oblast' di Kiev. Il suo centro amministrativo è l'insediamento rurale di Čabany.
L'area della comunità è di 12,8 km², e la popolazione è di 11 404 abitanti (dato del 2020).

## Suddivisioni
Oltre al capoluogo Čabany, nella comunità territoriale è presente anche il villaggio di Novosilky.